# Chiesa di San Valentino (Caldonazzo)
La chiesa di San Valentino è una chiesa sussidiaria a Caldonazzo, in Trentino, geograficamente si trova all'estremità sud del colle di Tenna. La sua fondazione risale al XIII secolo.

## Storia
La prima menzione documentale di San Valentino a Caldonazzo è del 1259. A poca distanza dal sito della chiesa sono stati rinvenuti resti di un cimitero che per alcune fonti sarebbe paleocristiano, ma tali conclusioni non sono condivise da tutti gli studiosi.
Alla fine del XIV secolo il bergamasco Giovanni da Volpino affrescò la navata. Nella prima metà del secolo successivo l'area del presbiterio venne a ampliata e fu costruito un piccolo portico anteriore, davanti alla facciata, con due pilastri.
Varie visite pastorali, nel 1590, nel 1612 e nel 1626, rilevarono la scarsa manutenzione e problemi alla struttura e fu necessario, per evitare che fosse esclusa dalla celebrazione delle funzioni religiose, intervenire con restauri alla copertura e con l'inglobamento del portico nella struttura della sala. In tale occasione venne costruita la nuova facciata.
Durante il XVIII secolo la custodia fu affidata a monaci eremiti e, nel 1860, quando la chiesa di San Sisto acquistò autonomia rispetto a Calceranica ed ottenne dignità curiaziale San Valentino divenne sua sussidiaria.
Durante il secondo conflitto mondiale subì alcuni lievi danni.
A partire dal 1961 iniziò un periodo di interventi conclusosi nel 1982 che ha portato a rinnovare la copertura del tetto, a restaurare gli affreschi del XIV secolo e a rinnovare gli intonaci.